# Makrokylindrus hadalis
Makrokylindrus hadalis är en kräftdjursart som beskrevs av Jones 1969. Makrokylindrus hadalis ingår i släktet Makrokylindrus och familjen Diastylidae. Inga underarter finns listade i Catalogue of Life.